# Ctenognophos niguzaria
Ctenognophos niguzaria là một loài bướm đêm trong họ Geometridae.